# Souk El Mahsoulat
Le souk El Mahsoulat (arabe : سوق المحصولات soit « souk des récoltes ») est l'un des souks de la médina de Sfax, situé à l'extérieur de Bab Jebli.

## Activité
Ce marché est spécialisé dans les produits du terroir de la région de Sfax (céréales, amandes, olives, etc.). Son activité est intimement liée à la campagne entourant Sfax et à son port.

## Localisation
Il se situe à l'est de Bab Jebli, le portail nord de la médina. Il est entouré du côté nord par le souk Kriaa, du côté ouest par l'ancien abattoir et le souk El Omrane et du côté est par un jardin public,.

## Histoire et étymologie
Édifié en 1840 sur l'ordre du grand vizir Mustapha Saheb Ettabaâ, ce souk change plusieurs fois de nom. Outre son nom actuel, il est aussi appelé souk Essaây (souk du bétail) ou encore souk du fondouk,.
Dans les années 1960, le souk El Mahsoulat est réhabilité par les autorités municipales et abrite jusqu'à nos jours un marché quotidien de fruits et légumes.

## Anecdote
Il est relaté par les sources historiques que le concessionnaire du souk El Mahsoulat percevait de lourdes taxes sur les transactions commerciales, ce qui a suscité l'indignation de la population. À ce propos, le fameux poète populaire Ahmed Mallek a illustré son mécontentement des abus des agents du fisc à travers des quatrains satiriques,.